# Anguinidae
Famille
Les Anguinidae sont une famille de nématodes (les nématodes sont un embranchement de vers non segmentés, recouverts d'une épaisse cuticule et mènant une vie libre ou parasitaire).

## Liste des sous-familles et genres
Selon BioLib (23 nov. 2018) :
- sous-famille Anguininae Nicoll, 1935
  - Diptenchus Khan, Chawla & Seshadri, 1969
  - Ditylenchus Filipjev, 1936
  - Indoditylenchus Sihha, Baqri & Choudhury, 1985
  - Nothanguina Whitehead, 1959
  - Nothotylenchus Thorne, 1941
  - Orrina Brzeski, 1981
  - Pseudhalenchus Tarjan, 1958
  - Pterotylenchus Siddiqi & Lenné, 1984
  - Safianema Siddiqi, 1980
  - Subanguina Paramonov, 1968
- sous-famille Halenchinae Jairajpuri & Siddiqi, 1969
  - Halenchus N. Cobb in M. Cobb, 1933
- genres non classés :
  - Anguina Scopoli, 1777
  - Chitinotylenchus Micoletzky, 1922 
  - Zeatylenchus Zhao et al., 2013